# Hall of Fame Open 2021
Hall of Fame Open 2021 — тенісний турнір, що проходив на трав'яних кортах у місті Ньюпорт, США з 12 до 18 липня. Належав до категорії ATP 250.

## Фінальна частина

### Одиночний розряд
Кевін Андерсон —  Дженсон Бруксбі 7–6(10–8), 6–4

### Парний розряд
Вільям Блумберґ /  Джек Сок —  Остін Крайчек /  Вашек Поспішил 6–2, 7–6(7–3)